# Supercoppa Primavera 2010
La Supercoppa Primavera 2010 si è disputata giovedì 9 settembre 2010 allo Stadio Luigi Ferraris di Genova.
La sfida ha visto contrapposte le squadre Primavera del Genoa, vincitrice del Campionato Primavera 2009-2010, e il Milan, detentore della Coppa Italia Primavera 2009-2010.
La squadra ligure si è imposta per 5-0, bissando così il successo dell'anno precedente.

## Tabellino
| Arbitro: | Mariani (Aprilia) |

|                                                          |           |  |
| Pasini 14’ (aut.) Boakye 23’, 71’ Zigoni 48’ Polenta 89’ | Marcatori |  |

| Genoa | Milan |